# 臺中市大里區草湖國民小學
臺中市大里區草湖國民小學，簡稱草湖國小，英文譯名為Tsau-Hu Elementary School。
民國41年（1952年）1月籌備建校，9月1日奉令成立塗城國民學校草湖分班，因校地尚未興建完成，暫借於菸草寮上課。民國44年（1955年）8月29日奉令成立草湖國民學校，林標烈為首任校長。民國57年（1968年）實施九年國民義務教育後，改稱為臺中縣大里鄉草湖國民小學。民國82年（1993年）11月1日，大里鄉升格為縣轄市後，改稱臺中縣大里市草湖國民小學。民國99年（2010年）12月25日，臺中市及臺中縣合併升格為直轄市後，改稱臺中市大里區草湖國民小學。學區範圍為東湖、西湖二里。

### 書籍
- 《臺灣地名辭書》卷十二《臺中縣》第二冊，第32頁

## 外部連結
- 草湖國民小學 （页面存档备份，存于）